# GutsMuthsstraße 2 (Quedlinburg)
Das Haus GutsMuthsstraße 2 war ein Gebäude in der Stadt Quedlinburg im heutigen Sachsen-Anhalt. Es wurde um 1970 abgerissen und gilt als eines der verlorengegangen wichtigen Gebäude der historischen Fachwerkstadt Quedlinburg.

## Lage
Das Gebäude befand sich am Ostrand der historischen Quedlinburger Altstadt unweit des Mühlgrabens.

## Architektur und Geschichte
Das zweigeschossige Fachwerkhaus entstand in der Zeit um 1600. Es hatte eine Breite von 16 Gebinden. Das Fachwerk war in der Form der sogenannten Ständerreihung errichtet. Die Stockschwelle des Hauses war mit Taustab verziert. Darüber hinaus bestanden Zylinderbalkenköpfe und Fußstreben. Im Obergeschoss bestand ein Lagerstockwerk. Bedeckt war das Gebäude mit einem Pultdach.
Das Gebäude gehörte als hinteres Seitengebäude zum 1899 abgerissenen Haus Pölle 35. Dieses Gebäude befand sich im Bereich des heutigen Hauses GutsMuthsstraße 1 und der GutsMuthsstraße selbst, die erst nach dem Abriss angelegt wurde. In der Zeit um 1970 wurde das Haus, wie auch die benachbarten, ebenfalls als Seitengebäude entstandenen Häuser Gutsmuthsstraße 3 und 4 abgerissen.